# Pavonia goetheoides
Pavonia goetheoides är en malvaväxtart som först beskrevs av Emil Hassler, och fick sitt nu gällande namn av P.A. Fryxell och G.L. Esteves. Pavonia goetheoides ingår i släktet påfågelsmalvor, och familjen malvaväxter. Inga underarter finns listade i Catalogue of Life.